# Ilson de Jesus Montanari
Ilson de Jesus Montanari (ur. 18 lipca 1959 w Sertãozinho) – brazylijski duchowny rzymskokatolicki, arcybiskup, sekretarz Dykasterii ds. Biskupów (do 2022 Kongregacji ds. Biskupów) od 2013, sekretarz Kolegium Kardynałów od 2014, wicekamerling Świętego Kościoła Rzymskiego od 2020.

## Życiorys
18 sierpnia 1989 otrzymał święcenia kapłańskie i został inkardynowany do archidiecezji Ribeirão Preto. Był m.in. wykładowcą okolicznych uczelni kościelnych, kanclerzem kurii oraz dziekanem jednego z rejonów archidiecezji. W 2008 wyjechał do Watykanu i rozpoczął pracę w Kongregacji ds. Biskupów.
12 października 2013 został mianowany przez Franciszka sekretarzem Kongregacji ds. Biskupów oraz arcybiskupem tytularnym Caput Cilla. Sakry udzielił mu 7 listopada 2013 metropolita Ribeirão Preto - arcybiskup Moacir Silva. 
28 stycznia 2014 papież Franciszek mianował go sekretarzem Kolegium Kardynalskiego.
1 maja 2020 mianowany wicekamerlingiem Świętego Kościoła Rzymskiego. 